# Saint-Maurice-sur-Fessard
Saint-Maurice-sur-Fessard – miejscowość i gmina we Francji, w Regionie Centralnym, w departamencie Loiret.
Według danych na rok 1990 gminę zamieszkiwały 784 osoby, a gęstość zaludnienia wynosiła 51 osób/km² (wśród 1842 gmin Regionu Centralnego Saint-Maurice-sur-Fessard plasuje się na 496. miejscu pod względem liczby ludności, natomiast pod względem powierzchni na miejscu 865.).